# Сандерсон, Мартин
Мартин Сандерсон (24 февраля 1938 — 14 октября 2009) — актёр, режиссёр, продюсер, писатель и поэт из Новой Зеландии. Считается одним из отцов-основателей современного театра в Новой Зеландии. В Новой Зеландии он снялся в 26 фильмах, но работал и на международном уровне, в том числе в Австралии и Самоа.

## Биография
Сандерсон родился в семье отца-миссионера и матери-писательницы, изучал литературу в Оксфордском университете и после краткого изучения теологии отказался от своих первоначальных планов стать священником и женился на художнице по керамике Лиз Эрт. Вернувшись в родную Новую Зеландию, он был одним из основателей Downstage Theatre (ныне Hannah Playhouse) в 1964 году в Веллингтоне. В 1966 году он эмигрировал в Австралию, где начал снимать собственные документальные фильмы и сниматься в кино, включая британско-австралийскую постановку «Неда Келли». В 1972 году его семья переехала в Хокс-Бей, где Сандерсон гастролировал с мульти-мультимедийной группой Blerta и работал над фильмами с членами Blerta Бруно Лоуренсом и Джефом Мерфи. В том же десятилетии он получил новозеландскую премию Feltex Award за роль авиатора Ричарда Пирса в одноимённом телевизионном фильме и вновь был номинирован на премию за роль британского генерала в историческом мини-сериале «Губернатор», самой дорогой телевизионной драме, снятой в Новой Зеландии в то десятилетие.
Работа Сандерсона в качестве режиссера включала в себя ряд короткометражных фильмов с участием новозеландских поэтов, а также полнометражный фильм 1989 года «Летучая лиса на дереве свободы». «Летучая лиса», основанная на произведении Альберта Вендта, рассказывает о молодом самоанце, оказавшемся между ценностями своей родины и европейскими колонизаторами.
Он же создал документальный фильм «Один из этих ублюдков» о Рональде Хью Моррисоне и сценарий к фильму 1986 года по последнему роману Моррисона «Поддон на полу».
В момент своей смерти он работал над пьесой под названием «Мунту» со своей второй женой Ванджику Киаре Сандерсон. Сандерсон умер от эмфиземы легких 14 октября 2009 года.

## Награды
В 2005 году Сандерсон был удостоен Новозеландского ордена «За заслуги перед литературой и театром». 

## Фильмография
| Год  | Название                         | Роль                              |
| ---- | -------------------------------- | --------------------------------- |
| 1970 | Нед Келли                        | Фицпатрик                         |
| 1977 | Осенние пожары                   |                                   |
| 1977 | Дикий человек                    | Snake                             |
| 1977 | Соло                             | Жюль Кэтвизл                      |
| 1979 | Сон Джека Уинтера                | Балларат Джейк                    |
| 1979 | Журналист                        | Берт                              |
| 1980 | Женщина с хорошим характером     | Преподобный                       |
| 1980 | Сжать                            | Отец                              |
| 1981 | Дурная Кровь                     | Лесс Норт                         |
| 1982 | Вне всяких разумных сомнений     | Лен Дермлен                       |
| 1982 | Страшила                         | Взрослый Нед (voice)              |
| 1984 | Дикие лошади                     | Джонс                             |
| 1984 | Пробный запуск                   | Алан Вест                         |
| 1984 | Уту                              | Викарий                           |
| 1985 | Потерянное племя                 | Билл Торн                         |
| 1985 | Сильвия                          | Инспектор Галланд                 |
| 1986 | Королевский городской рокер      | Пьяный муж                        |
| 1988 | Сказка о рубиновой розе          | Бенетт                            |
| 1988 | Никогда не говори «Умри»         | Фермер                            |
| 1988 | Маури                            | Больничный врач (некредитованный) |
| 1990 | Ангел за моим столом             | Фрэнк Сарджесон                   |
| 1991 | Old Scores                       | «Кислота» Айткен                  |
| 1993 | Отчаянные меры                   | Воин маори / Горожанин            |
| 1994 | Последняя татуировка             | Ральф Симпсон                     |
| 1995 | Дикая игра                       | Генри                             |
| 1996 | Юлораториет                      | Стивен Элиот                      |
| 1996 | Курица                           | Брайс Тилфер                      |
| 2001 | Властелин колец: Братство Кольца | Привратник                        |